# Обманутые (пьеса)
«Обманутые» (исп. Los enganados) — комедия испанского писателя Лопе де Руэды, впервые поставленная на сцене в 1543 году и опубликованная в 1567 году, после смерти автора, в составе сборника его произведений. Представляет собой переложение одноимённой итальянской пьесы, написанной членами сиенской Академии дельи Интронати.
Главные герои пьесы — близнецы Фабрисио и Лелия, разлученные в детстве из-за исчезновения Фабрисио. Отец решает выдать Лелию за старика, та сбегает, переодевается в мужчину и поступает на службу к Лауро, которого любит. Её соперница Клавела влюбляется в неё. Вскоре в городе появляется Фабрисио, его начинают принимать за переодетую Лелию. В конце концов выясняется правда, Лелия становится женой Лауро, а Фабрисио женится на Клавеле.
Исследователи видят в пьесе явное влияние Плавта (в первую очередь комедии «Два Менехма»), а также итальянской новеллистики.